# Ґуйдже-Алі-Аслан
Ґуйдже-Алі-Аслан (перс. گویجه علی اصلان) — село в Ірані, входить до складу дехестану Баш-Калах у Центральному бахші шахрестану Урмія провінції Західний Азербайджан.